# Старик Степан
Старик Степан (* 1932), скрипаль і педагог, народився у Торонто (Канада); концертмейстер симфонічних оркестр у Лондоні (1956), Амстердамі, Чикаго (там же проф. консерваторії) і (з 1972) Торонто; виступає як соліст і з симфонічними оркестрами. Нагороджений Шевченківською мадаллю. С. автор праць (англійською мовою) «Чотири сторіччя скрипки» і «Антологія різних метод гри на скрипці».